# Manel Pérez Cantalosella
Manel Pérez i Cantalosella (Fornells de la Selva, Catalunya), 8 de gener de 1982 és un jugador d'handbol del BM Granollers a la Lliga ASOBAL, que juga a la posició de porter.
No ha aconseguit la titularitat al BM Granollers, sempre a l'ombra de grans porters com Xavi Pérez, Peter Gentzel o Vicenç Álamo, fou protagonista del derbi amb el FC Barcelona de 2006 en el que l'equip del Vallès va aconseguir una èpica victòria por 27 a 26.

## Trajectòria
- 1999-00 BM Granollers B
- 2000-08 BM Granollers